# 영양 감천리 측백나무 숲
영양 감천리 측백나무 숲은 대한민국 경상북도 영양군 영양읍 감천리에 있는 측백나무 숲이다. 1962년 12월 7일 대한민국의 천연기념물 제114호 영양의 측백수림로 지정되었다가, 2008년 4월 영양 감천리 측백나무 숲으로 명칭변경되었다.

## 개요
측백나무는 중국 및 우리나라에 분포하고 있으며, 우리나라에서는 단양, 달성, 영양, 안동 등지에서 자라고 있다. 절벽 암석에 뿌리를 내리고 숲을 이루는 경우가 많으며, 주변환경을 아름답게 하기 위해 주택과 마을 주변에 많이 심는 나무이다.
영양의 측백나무 자생지는 영양읍내에서 가까운 반변천(半邊川)의 건너편 경상 누층군 도계동층으로 구성된 절벽에 위치하며, 숲 내의 측백나무 높이는 3~5 m로 그리 높지 않으며 지름은 보통 10 cm 정도이다. 주변에는 희귀종인 모감주나무와 털댕강나무가 같이 자라고 있다.
영양의 측백나무 자생지는 우리나라의 측백나무 자생지가 그리 많지 않으며, 측백나무가 중국이 원산지이고 우리나라에는 중국에서 도입되어 들어왔다는 학설을 부인하는 중요한 학술적 증거가 되기 때문에 천연기념물로 지정하여 보호하고 있다.

## 참고 자료
- 영양 감천리 측백나무 숲 - 국가유산청 국가유산포털
- 영양의 측백수림 보관됨 2007-09-29 - 웨이백 머신 - 남북의 천연기념물
- 영양의 측백수림 - 문화재청